# Atypophthalmus densifimbriatus
Atypophthalmus densifimbriatus är en tvåvingeart som först beskrevs av Alexander 1955.  Atypophthalmus densifimbriatus ingår i släktet Atypophthalmus och familjen småharkrankar.
Artens utbredningsområde är Madagaskar. Inga underarter finns listade i Catalogue of Life.